# Jon Lilygreen
Jon Lilygreen est un chanteur gallois qui a représenté Chypre, accompagné du groupe The Islanders, au Concours Eurovision de la chanson 2010 organisé à Oslo en Norvège avec la chanson Life Looks Better In Spring et a terminé 21e en finale.